# Taeniomastix pictiventris
Taeniomastix pictiventris är en tvåvingeart som först beskrevs av Friedrich Georg Hendel 1914.  Taeniomastix pictiventris ingår i släktet Taeniomastix och familjen Pyrgotidae.
Artens utbredningsområde är Sri Lanka. Inga underarter finns listade i Catalogue of Life.